# جبال الحضنة
جبال الحضنة هي كتلة صخرية في شمال شرق الجزائر، ترتفع على الجانب الشمالي من منطقة الحضنة الطبيعية في مقاطعة المسيلة، بالقرب من بلدة المعاضيد على بعد حوالي 200 كم جنوب شرق الجزائرالعاصمة، وهذه الجبال هي واحدة من سلاسل الأطلس الصحراوي، وهي جزء من نظام جبال الأطلس.

## التسمية
اسم الحضنة، الذي يطلق على هذه المنطقة الجبلية وأيضا على الشط، يأتي من اللغة العربية ويعني: "السكينة، السلام".

## الجغرافيا والغطاء النباتي

كلة بني حمد صنعت المسيلة

تقع سلسلة جبال الحضنة جنوب القبايل، وتقع على خط عرض موازٍ في اتجاه شرق-غرب تقريبا بين البيبان في الشمال الغربي وسلسلة بلزمة في الشرق. أعلى قمة، على ارتفاع 1.902 متر، هي جبل تيشيرت (الأوراس)؛ قمة مهمة أخرى هي ارتفاع جبل شيليا على ارتفاع 1.659 مترا، وكلاهما يقعان في أقصى شرق سلسلة حضنة بالفعل في محافظة باتنة، باتجاه المنطقة الانتقالية مع جبال الأوراس، تعد سلسلة المعاضيد وسلسلة كيانا وسلسلة العقارين من الفروع الأخرى لجبال الحضنة.
تبلغ مساحة منطقة الحضنةحوالي 8 000 هكتارمن غابات الأرزالطبيعية بالقرب من بوطالب والتي تنمو في ظروف الزيروفيل نسبياً.

## إدارة المياه
بنى السكان السابقون في جبال الحضنة نظاما معقدا من جدران الاحتفاظ بالمياه تسمى جيسور، تم بناؤها بالتوازي مع منحنيات المستوى تشكيل الخطوات في خط القعر(التالوك)، على المنحدرات الشمالية لجبل تاشريرت، شُيدت الجدران فوق سطح الأرض، مما أتاح للثلوج أن تتراكم وتذوب ببطء لتوزيع المياه المتاحة الناتجة عن فترة ذوبان الجليد، معظم هذه الأعمال التقليدية لإدارة المياه أصبحت الآن في حالة خراب.

## تاريخ
حصن بني حماد أو قلعة بني حماد هي أنقاض مدينة إسلامية محصنة تنتمي إلى سلالة الحماد التي بنيت واستقرت في عام 1007 وتم التخلي عنها في عام 1090، وتقع على المنحدرات الجنوبية للمجموعة وتشمل خط طوله 7 كم، يوجد داخل الجدران أربعة مجمعات سكنية، وأكبر مسجد تم بناؤه في الجزائر بعد مسجد المنصورة، على غرار الجامع الكبير في القيروان، مع مئذنة طويلة (20 م)، تشمل بقايا قصر الأمير، والمعروفة باسم دال البحر، ثلاثة مساكن منفصلة مفصولة بالحدائق والأجنحة، كشفت الحفريات في المنطقة عن العديد من عناصر التراكوتا، والمجوهرات، والعملات المعدنية، والسيراميك، بما في ذلك عدد من النوافير المزخرفة التي تستخدم الأسد كزخرفة، في عام 1980 تم تسجيل قلعة بني حماد كموقع تراث عالمي من قبل اليونسكو.
في عام 945، عندما حاصر أبو يزيد سوسة، توفي الخليفة القائم بعميرة وخلفه ابنه المنصور، تحت قيادة المنصور، استعادت القوات الفاطمية موقعها، وكسرت أولاً حصار سوسة ثم طردت قوات أبو يزيد من القيروان إلى جبال الأوراس، في عام 947، هزمهم الفاطميون أخيرا في جبال كيانا في هذه المسيف بالقرب مما أصبح فيما بعد حصن بني حماد.

## معرض صور
|  |  |  |

## روابط خارجية
- Recueil des Notices et Memoires de la Societe Archeologique du Departement de Constantine
- Commune mixte des Maâdid puis sous-préfecture de Bordj Bou Arreridj (1861–1960)
- Jessour
- Histoire Et Archeologie de l'Afrique du Nord – Colloque 1983
- Geographie Militaire – Le Hodna